# 三里塚さくらの丘

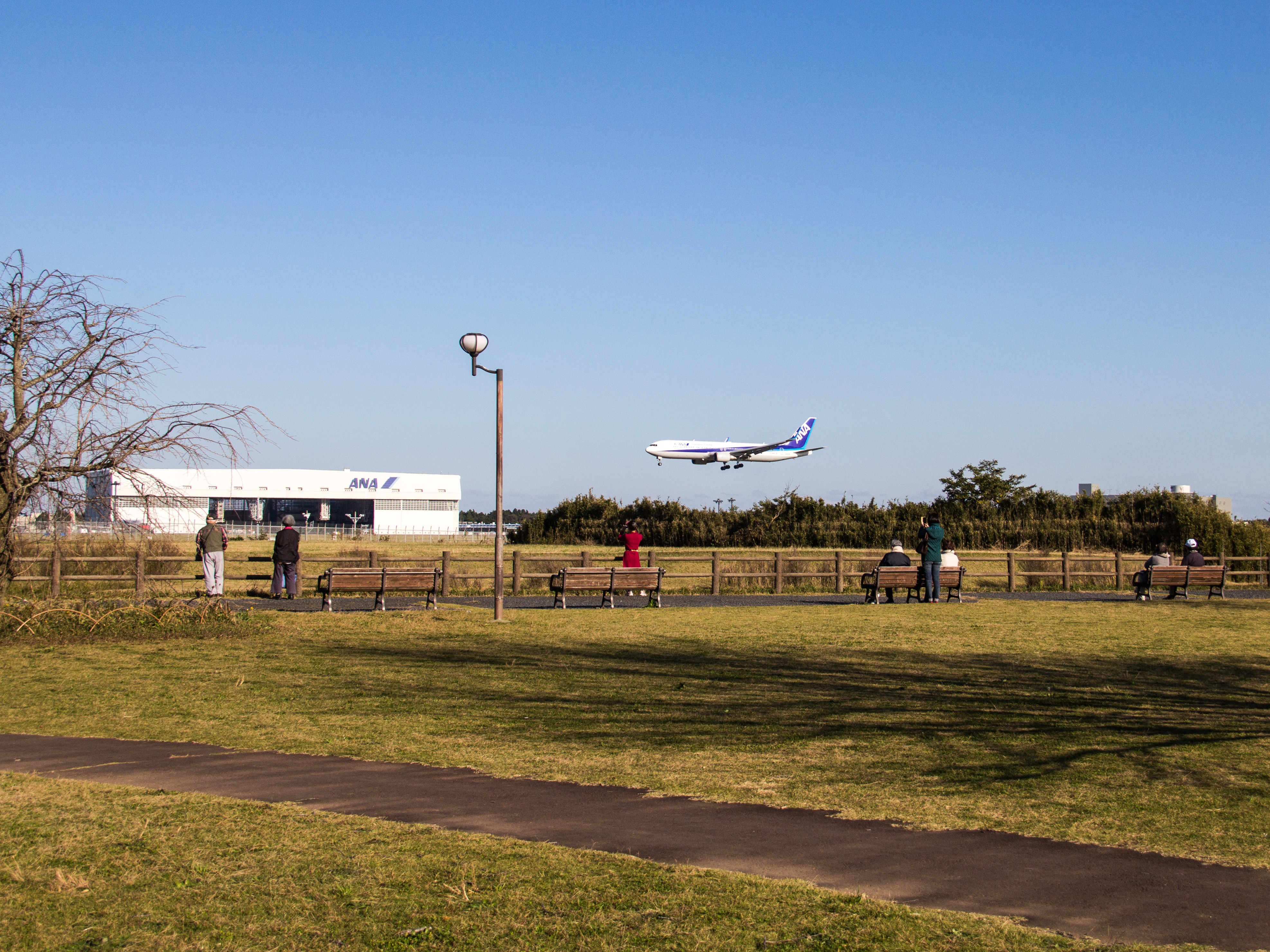
さくらの丘公園広場

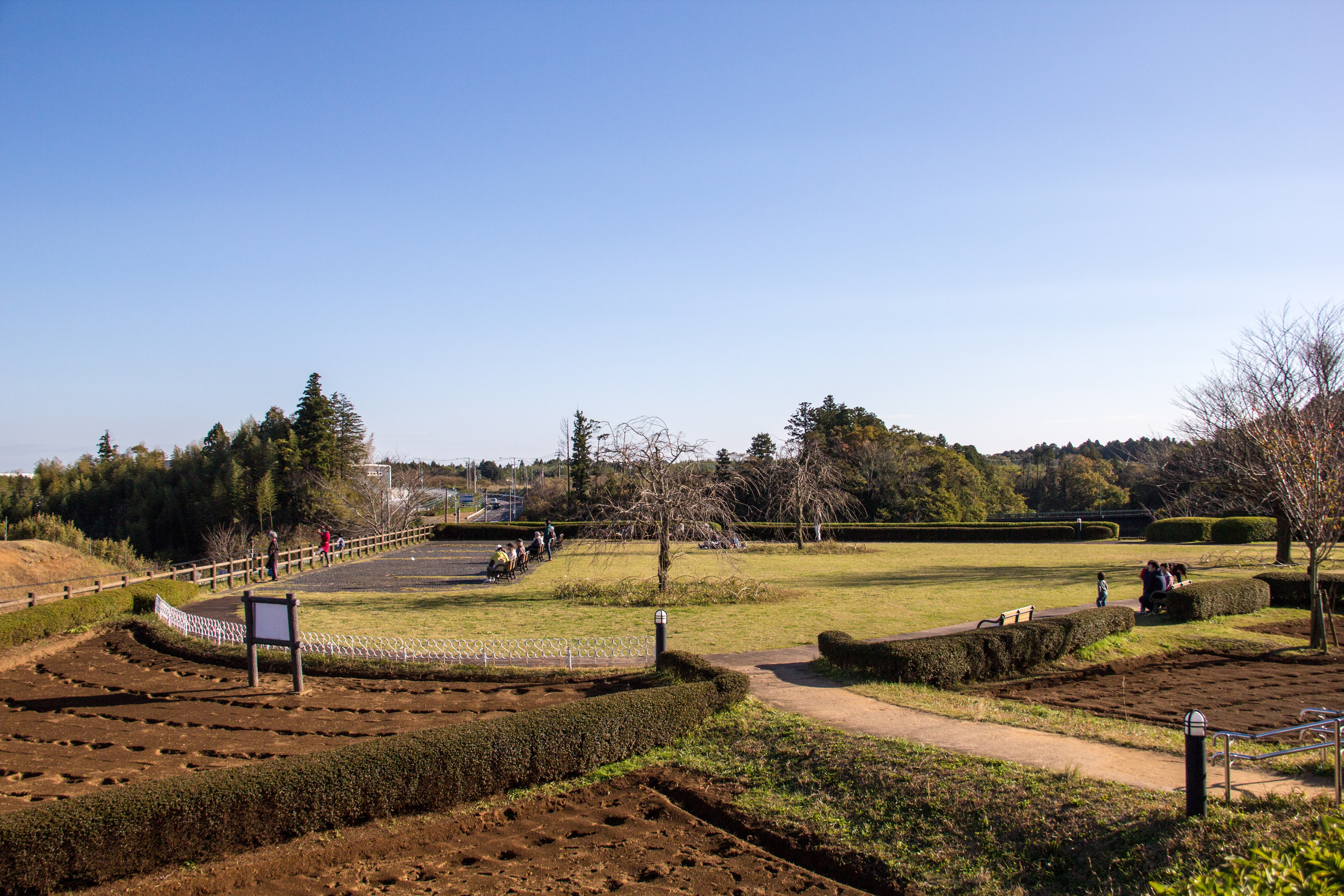
さくらの丘公園全景

三里塚さくらの丘（さんりづかさくらのおか）とは、千葉県成田市三里塚字御料牧場に位置する公園である。

## 概要
成田国際空港のA滑走路の南端（34L）の高台に位置し、新東京国際空港公団（現・成田国際空港株式会社）が整備した公園である。展望広場からは、A滑走路を離着陸する飛行機を間近に見る事が出来、テレビドラマのロケ地となった事から多くの利用者が訪れる。また、家族連れや航空ファンが訪れ、スポッティングや撮影が行われる。
その他、かつて三里塚は、宮内庁下総御料牧場の桜で有名であったことから、桜の木を多く植樹しており、春にはお花見で賑わう。また、周辺には桜川住宅地区と三里塚さくらの丘間を結ぶ、約930mの遊歩道が整備されている。

## 沿革
- 1998年（平成10年）4月1日 - 「三里塚さくらの丘」供用開始。
- 2003年（平成15年）3月12日 - 新展望台供用開始。
- 2003年（平成15年）4月4日 - 桜川住宅地区と三里塚さくらの丘間を結ぶ遊歩道（南三里塚遊歩道）供用開始。

## 施設概要
- 所在地 - 千葉県成田市三里塚字御料牧場1-722他
- 面積 - 0.9ha
- 植栽本数 - サクラ類133本、ツツジ類5,290本
- 主な設備
  - 駐車場39台（無料）
  - ベンチ9基
  - 照明設備15灯
  - （バイオ）トイレ他
- 供用開始日 - 1998年4月1日

## その他
- 成田国際空港A滑走路に隣接している為、駐車場や出入口付近で、千葉県警察成田国際空港警備隊による巡回が頻繁に行われている。

## 交通
- 千葉県道106号八日市場佐倉線を通って、自家用車に乗ってアクセスする方法が一般的である。
- 路線バスを利用する場合、ジェイアールバス関東（東関東支店）多古本線（成田駅～航空科学博物館）などの「住宅入口」バス停から、南へ徒歩10分程度である。